# QuartAumentata
I QuartAumentata è un gruppo musicale di musica etnica/folk nato a Locri nel 1998.

## Storia del gruppo
Il gruppo nasce nel 1998 dall'incontro artistico di quattro musicisti calabresi: Paolo Sofia, Peppe Platani, Salvatore Gullace e Massimo Cusato, provenienti da esperienze diverse (jazz, pop, classica). L'occasione dell'incontro fu la stesura delle musiche del progetto teatrale "Gruppo Spontaneo".
Il nome della band trae origine dall'intervallo musicale di quarta aumentata, molto presente nella cultura musicale mediterranea e che caratterizza inconfondibilmente il loro sound.
Forti dell'esperienza teatrale, i QuartAumentata iniziano le proprie composizioni orientando la musica verso la riscoperta delle tradizioni musicali calabresi, rielaborate e contaminate da melodie, atmosfere e ritmi della World Music. I testi affrontano temi intimisti e storie di vita quotidiana, narrati alternando l'uso dell'italiano e del dialetto calabrese.
Nel 2000 pubblicano il loro primo album, A notti è fatta dinnu..., seguito nel 2002 da Navigando  e nel 2005 da Abballamu cu ventu. La crescente popolarità del gruppo, sia all'interno della regione che fuori dalla Calabria, vale ai QuartAumentata varie collaborazioni con artisti di fama, fra cui quella con Jovanotti, che accompagnano al suo concerto di Capodanno a Cosenza e Locri nel 2005.
Nel 2007 esce l'album U mundu balla, caratterizzato da un mix di pop, rap, tango e funk, e accompagnato da un tour che include una tappa all'Italian Fest di Milwaukee.
Nel 2010 vincono la finale regionale del concorso "Primo Maggio Tutto l'Anno" e ricevono il riconoscimento dalla trasmissione di Radio Due "Moby Dick" come formazione musicale più interessante tra i finalisti nazionali. Nello stesso anno pubblicano l'album Natali i na vota, una rielaborazione musicale di poesie, sonetti e canzoni della tradizione natalizia calabrese.
Nel 2012 vede la luce Sirene e Naviganti, un album che vede la partecipazione di musicisti di alto livello come Dado Moroni e Eric Daniel.
Il 2015 è l'anno della loro prima raccolta intitolata The Best Of Quartaumentata, che raccoglie i migliori brani della loro carriera. Nel 2020, per celebrare i 22 anni di carriera, pubblicano Live 22th Anniversary, un album live disponibile in versione digitale e vinile in edizione limitata.
Dopo 25 anni all'interno del gruppo, nel 2023 Massimo Cusato annuncia l'abbandono del gruppo dei QuartAumentata per seguire nuovi progetti musicali.
Nel settembre 2024 si spegne improvvisamente Giuseppe Platani, co-fondatore e storico chitarrista del gruppo..